# Jürgen Schröder
Jürgen Herbert Schröder (ur. 15 września 1940 w Magdeburgu) – niemiecki polityk, przez trzy kadencje poseł do Parlamentu Europejskiego z ramienia CDU.

## Życiorys
Na początku lat 60. studiował filozofię na Uniwersytecie Humboldtów w Berlinie, został jednak wydalony z przyczyn politycznych i skierowany do pracy fizycznej w przemyśle chemicznym. Był członkiem Socjalistyczna Partia Jedności Niemiec, został z niej usunięty za popieranie praskiej wiosny w 1968. Wcześniej w 1966 ukończył studia językowe na Uniwersytecie Karola Marksa w Lipsku. Pracował jako tłumacz, redaktor w wydawnictwie i autor słowników.
W 1979 został członkiem koncesjonowanej Unii Chrześcijańsko-Demokratycznej w NRD, po zjednoczeniu Niemiec wraz z tym ugrupowaniem przystąpił do CDU. W 1990 został wybrany do Izby Ludowej NRD (Volkskammer). Pełnił funkcję obserwatora w Europarlamencie.
W 1994 z listy CDU po raz pierwszy uzyskał mandat deputowanego do Parlamentu Europejskiego. W wyborach w 1999 i 2004 z powodzeniem ubiegał się o reelekcję z ramienia CDU. Był m.in. członkiem grupy chadeckiej, pracował m.in. w Komisji Rozwoju, przewodniczył delegacjom do wspólnej komisji parlamentarnej z Czechami i Meksykiem. W PE zasiadał do 2009.